# Liste der Historischen Eisenbahnfahrzeuge in Leipzig
Die Liste der Historischen Eisenbahnfahrzeuge in Leipzig enthält die denkmalgeschützten Historischen Eisenbahnfahrzeuge in Leipzig, die in der Denkmalliste vom Landesamt für Denkmalpflege Sachsen mit Stand vom 20. Juni 2013 als Einzeldenkmale erfasst wurden.
Die Mehrzahl der historischen Eisenbahnfahrzeuge sind im Eisenbahnmuseum Bayerischer Bahnhof zu Leipzig im Ortsteil Kleinzschocher deponiert. Eine Liliputdampflokomotive ist im Besitz der Parkeisenbahn Auensee im Ortsteil Wahren.

## Legende
- Bezeichnung: Nennt den Namen, die Bezeichnung oder die Art des Kulturdenkmals.
- Adresse: Nennt den Straßennamen und wenn vorhanden die Hausnummer des Kulturdenkmals. Die Grundsortierung der Liste erfolgt nach dieser Adresse. Der Link „Karte“ führt zu verschiedenen Kartendarstellungen und nennt die Koordinaten des Kulturdenkmals.
- Datierung: Gibt die Datierung an; das Jahr der Fertigstellung bzw. den Zeitraum der Errichtung. Eine Sortierung nach Jahr ist möglich.
- Beschreibung: Nennt bauliche und geschichtliche Einzelheiten des Kulturdenkmals, vorzugsweise die Denkmaleigenschaften.
- ID: Gibt die vom Landesamt für Denkmalpflege Sachsen vergebene Objekt-ID des Kulturdenkmals an.

## Liste der als Kulturdenkmale erfassten Historischen Eisenbahnfahrzeuge in Leipzig
| Bild                                    | Bezeichnung               | Lage                          | Datierung              | Beschreibung | ID       |
| --------------------------------------- | ------------------------- | ----------------------------- | ---------------------- | --- | -------- |
| Direkt Bild zu diesem Denkmal hochladen | Reisezugwagen             | Kurt-Kresse-Straße (Karte)    | 1969 (Eisenbahn)       | Reisezugwagen 1./2. Klasse 51 80 39-40 043-8 (A/B); Seitengangschnellzugwagen der Gattung Y/B 70 mit 64 Sitzplätzen in 9 Abteilen                                             | 09299596 |
| Direkt Bild zu diesem Denkmal hochladen | Seitengangschnellzugwagen | Kurt-Kresse-Straße (Karte)    | 1976 (Eisenbahn)       | Seitengangschnellzugwagen 2. Klasse mit Gepäckabteil 51 80 82-45 001-7 (B/D); 40 Sitzplätze in 5 Abteilen und 14,5 m² Gepäckraum                                              | 09299597 |
| Direkt Bild zu diesem Denkmal hochladen | Liegewagen                | Kurt-Kresse-Straße (Karte)    |                        | Liegewagen 2. Klasse 51 80 59-40 091-2 (Bc); Seitengangschnellzugwagen der Gattung Y/B 70 mit 72 Sitzplätzen bzw. 54 Liegeplätzen in 9 Abteilen                               | 09299600 |
| Direkt Bild zu diesem Denkmal hochladen | Dampflokomotive           | Kurt-Kresse-Straße (Karte)    | 1959 (Lokomotive)      | Dampflokomotive; letzte gebaute Lokomotive dieser Baureihe, Hersteller VEB Lokomotivbau Potsdam-Babelsberg, eingesetzt bis 1990 auf dem Streckennetz der Deutschen Reichsbahn | 09258224 |
| Weitere Bilder                          | Dampflokomotive           | Kurt-Kresse-Straße (Karte)    |                        | Dampflokomotive 52 5448 der 52er Baureihe; im Besitz Verein Eisenbahnmuseum Bayrischer Bahnhof zu Leipzig e. V.                                                               | 09299601 |
| Direkt Bild zu diesem Denkmal hochladen | Reisezugwagen             | Kurt-Kresse-Straße (Karte)    | 1961 (Eisenbahn)       | Reisezugwagen 51 50 88-40 115-0/Speisewagen (WRme) der Mitropa (24,90 m Länge, separate Küche, unterteilte Speiseräume)                                                       | 09299595 |
| Direkt Bild zu diesem Denkmal hochladen | Reisezugwagen             | Kurt-Kresse-Straße (Karte)    | 1976 (Eisenbahn)       | Reisezugwagen 1. Klasse 51 80 19-40 153-9 (A); Seitengangschnellzugwagen der Gattung Y/B 70 mit 54 Sitzplätzen in 9 Abteilen                                                  | 09299599 |
| Weitere Bilder                          | Dampflokomotive           | Kurt-Kresse-Straße (Karte)    |                        | Dampflokomotive 52 8154-8 der 52er Baureihe; im Besitz Verein Eisenbahnmuseum Bayrischer Bahnhof zu Leipzig e. V.                                                             | 09299602 |
| Direkt Bild zu diesem Denkmal hochladen | Reisezugwagen             | Kurt-Kresse-Straße (Karte)    | 1963 (Eisenbahn)       | Reisezugwagen 2. Klasse 51 80 20-40 062-9 (B); Seitengangschnellzugwagen der Gattung B mit 80 Sitzplätzen in 10 Abteilen                                                      | 09299598 |
| Weitere Bilder                          | Dampflokomotive           | Gustav-Esche-Straße 8 (Karte) | bez. 1925 (Lokomotive) | Liliputdampflokomotive der Leipziger Parkeisenbahn; technisches Denkmal, Erinnerungswert, Wert für die Volksbildung                                                           | 09299399 |